# Cadillac Formula 1 Team
2026-tól a General Motors és az Andretti United közös projekttel indul a Forma-1-ben, Cadillac Formula 1 Team néven. Ez lesz az amerikai márka debütálása az F1-ben. A csapat székhelye az Indianapolis melletti Fishersben található.
A csapatfőnök a korábban a Marussiát is vezető Graeme Lowdon lesz, a csapat pilótái azonban jelenleg nem ismertek, de feltehetőleg Sergio Perez és a nagy autós legenda Micheal Schumacher fia, Mick Schumacher. A technikai igazgató Nick Chester lesz, aki korábban a Renault-nál dolgozott.
A Cadillac csapat kezdetben Ferrari motorokkal, váltókkal és hátsó felfüggesztéssel fog indulni az F1-es versenyeken, és majd várhatóan 2029-től használnak saját motorokat, melyeket General Motors néven fognak üzemeltetni.